# Folsomides zairensis
Folsomides zairensis är en urinsektsart som beskrevs av Olga M. Martynova 1978. Folsomides zairensis ingår i släktet Folsomides och familjen Isotomidae. Inga underarter finns listade i Catalogue of Life.